# Bischdorf (Rosenbach)
Bischdorf (obersorbisch: Biskopicy) ist ein Gemeindeteil von Rosenbach im Landkreis Görlitz.

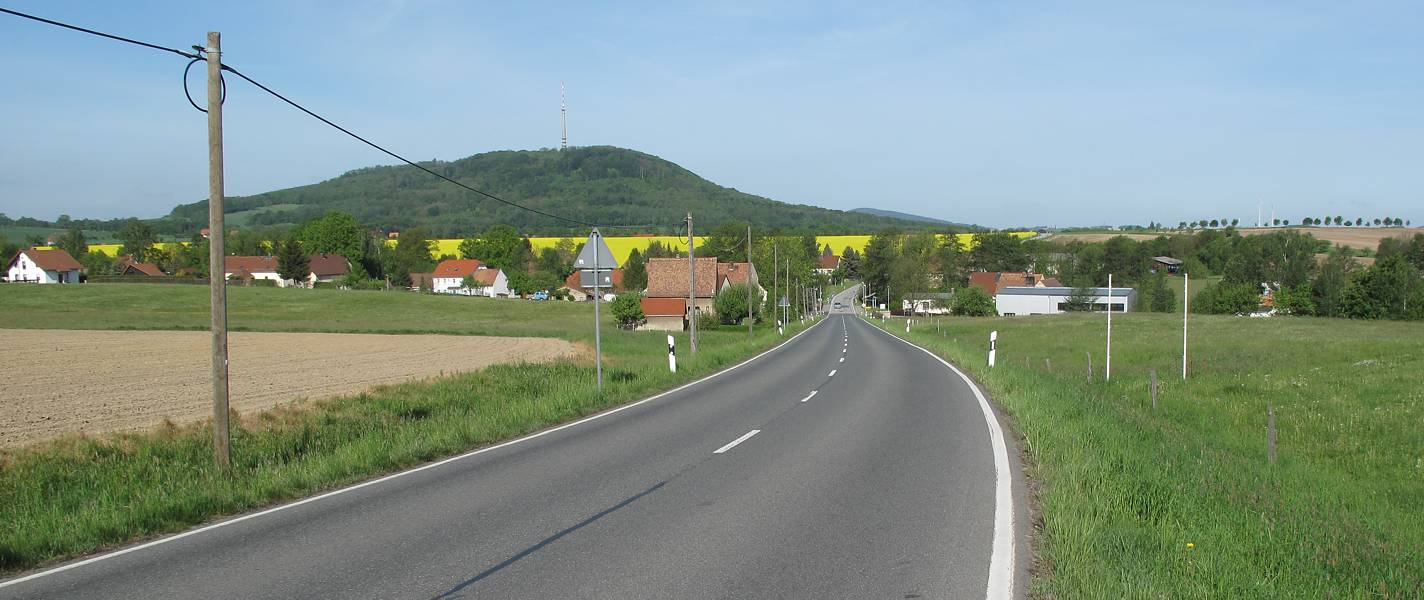
Bischdorf von Westen gesehen

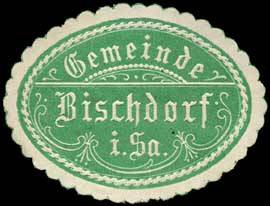
Siegelmarke Gemeinde Bischsdorf

## Geografie

### Lage
Der Ortsteil Bischdorf mit seiner ca. 2,5 km Länge ist ein Reihendorf mit seiner ehemaligen Waldhufenflur und liegt im Tal des Rosenhainer Wassers (eines Nebenbaches des Schwarzen Schöpses) im Übergang des Oberlausitzer Gefildes zur Östlichen Oberlausitz. Im Nordosten erhebt sich der Georgenberg mit 397 m.

### Nachbarorte
| Wendisch-Cunnersdorf, Wendisch-Paulsdorf | Dolgowitz                                   | Sohland am Rotstein |
|                                          | Kompassrose, die auf Nachbargemeinden zeigt |                     |
| Ebersdorf                                | Herwigsdorf                                 | Kemnitz             |

### Straßen
Den Ortsteil durchquert die Staatsstraße 143 in Nord-Süd-Richtung sowie die Staatsstraße 129 in Ost-West-Richtung.

## Geschichte
Die erste urkundliche Erwähnung von Bischdorf ist aus dem Jahr 1227. Eine Urkunde verzeichnet Arnoldus und Waltherus de Biscofisdorf (= das dem Bischof gehörende Dorf), ein Hinweis auf einen Herrensitz. 1281 ist es als „Bisschofesdorph“, „Bysschofestorph“ erwähnt. Aus dem Herrensitz entwickelte sich ein Rittersitz (1412) bzw. später ein Rittergut (1566). Insbesondere nach den Bevölkerungsverlusten im Dreißigjährigen Krieg, traten neben das Rittergut weitere grundherrschaftliche Sitze. So gab es bis zum Ende des Zweiten Weltkrieges die Rittergüter Oberbischdorf (Oberhof), Niederbischdorf (Niederhof) sowie das Vorwerk Mittelbischdorf (Mittelhof).
Beim ehemaligen Rittergut Niederbischdorf bestand eine mittelalterliche Wasserburg, von der jedoch oberflächlich nichts mehr zu erkennen ist.
Am 1. Januar 1994 schlossen sich die Gemeinden Bischdorf und Herwigsdorf (mit OT Galgenberg) im Zuge der Gemeindegebietsreform zur Landgemeinde Rosenbach zusammen. Der Ort ist überwiegend von ländlichem Charakter.

### Verwaltungszugehörigkeit
1590: Amt Stolpen, 1764: Amt Stolpen, 1816: Amt Stolpen, 1843: Landgerichtsbezirk Löbau, 1856: Gerichtsamt Löbau, 1875: Amtshauptmannschaft Löbau, 1952: Kreis Löbau, 1994: Landkreis Löbau-Zittau, 2008: Landkreis Görlitz

### Einwohnerentwicklung
| Jahr | Einwohner                                                          |
| ---- | ------------------------------------------------------------------ |
| 1566 | 31 besessene Mann, 9 Gärtner                                       |
| 1587 | 22¼ Hufen                                                          |
| 1764 | 16 besessene Mann, 27 Gärtner, 16 Häusler, 20 Hufen je 36 Scheffel |
| 1834 | 0556                                                               |
| 1871 | 0678                                                               |
| 1890 | 0712                                                               |
| 1910 | 0648                                                               |
| 1925 | 0759                                                               |
| 1939 | 0696                                                               |
| 1946 | 0927                                                               |
| 1950 | 1053                                                               |
| 1964 | 0948                                                               |
| 1990 | 0701                                                               |

## Tourismus
Nördlich durch Bischdorf führt der Europäische Fernwanderweg E10.